# Guidonia Montecelio
Guidonia Montecelio je italská obec v oblasti Lazio. Nachází se 22 kilometrů severovýchodně od Říma. Město vzniklo v roce 1937 spojením obcí Montecelio a Guidonia. Blízkost Říma způsobila velký nárůst obyvatel po 2. světové válce.

## Geografie
Sousední obce: Fonte Nuova, Marcellina, Palombara Sabina, Řím, San Polo dei Cavalieri, Sant'Angelo Romano, Tivoli.

## Vývoj počtu obyvatel
Počet obyvatel

## Osobnosti obce
- Laura Biagiotti (*1943), módní návrhářka
- Gaetano Arturo Crocco (1877-1968), vědec
- David Di Michele (*1976), fotbalista
- Arturo Ferrarin (1895-1941), letec
- Alessandro Guidoni (1880-1928), letec a generál
- Rodolfo Lanciani (1845-1929), politik a archeolog
- Fabrizio Moro (*1975), zpěvák
- Giuseppe Pelosi (*1958), vrah Pasoliniho
- Bernardo Panicola (1580-1666), biskup

## Partnerské město
- Cape Canaveral.